# Ситоштампа
Ситоштампа је техника штампе код које се отисак остварује на тај начин што се боја потискује кроз штампарску форму која је израђена од свиле затегнуте на дрвени или алуминијумски рам. На машинама за ситоштампу се могу штампати уобичајени графички производи, али и они намењени специјалним потребама (скале на електричним и акустичним уређајима, електрична и интегрална кола, отпорници, издања за слепе, неки ексклузивни производи и уникати ). Ситоштампом се може штампати у више боја на различитим материјалима и облицима, цилиндричним, сферним или савијеним облицима. Због тога опсег примене ситоштампе није ограничен, тако да се може штампати на стакленим, пластичним, текстилним, металним, дрвеним и керамичким подлогама разних облика и намена. С обзиром на разноврсне могућности, ова техника је нашла примену у многим другим индустријским гранама, а нарочито при штампању готових производа. Посебно место заузима у текстилној индустрији у којој се штампају најразноврснији текстилни материјали.

## Машине за ситоштампу
Машине за ситоштампу могу бити заклопне, ротационе и равноштампајуће које се и најчешће примењују. Рамови за ситоштампу се најчешће израђују од дрвета, метала или пластичних маса. Они треба да су лаки, имају правоугаони облик, остварују добар контакт, да се не криве и не мењају свој облик приликом прања и сушења. Квалитет репродукције оригинала одређен је типом и карактеристикама материјала од кога је израђено сито. У ту сврху користе се свилене тканине које се данас успешно замењују синтетичком или металним ситима. Сита се разликују по броју отвора по дужном сантиметру на свили. Наравно, што је већи број отвора квалитет отисака ће бити већи, али ће боја теже пролазити кроз отворе. Да би се то усагласило, боја се разређује различитим врстама разређивача и успоривача како би се смањила њена вискозност и успорила њено сушење.

## Форма за ситоштампу
Припрема форме за ситоштампу укључује читав низ радњи и обухвата следеће основне операције: наношење фотоосетљивог слоја на сито у равномерном слоју, копирање дијапозитива на фотоосетљиви слој на форми, развијање слике и на крају, уколико је то потребно, слика се прегледа и изврше се све корекције на њој. Након осветљивања и испирања емулзије, сито се суши како би лик био отпоран на дејство ракел ножа који потискује боју кроз сито. Штампајући елементи се добијају тако што се нештампајући елементи осветле како би остали на ситу, а са штампајућих елемената се емулзија испира како би могли да пропусте боју. Штампање се врши на тај начин што се на једној страни форме налије боја и дуж лика се нанесе сито. Затим се помоћу специјалних маркера материјал за штампу постави на тачно одређено место како би отисак дошао сваки пут на тачно одређено место. Након тога, спушта се сито на материјал за штампу и ракел ножем се под одређеним притиском прелази преко сита, истискује ваздух између сита и материјала и потискује боју на материјал за штампу. Након тога се рам са ситом подиже, а подлога за штампу се одлаже на сушач како би се учврстила на подлогу. Треба још нагласити да правилним положајем ракел ножа и одређеним равномерним притиском, који се испољава дуж линије ножа, регулише се равномерност отиска по целој површини подлоге.
У поређењу са другим штампарским техникама, ситоштампа пружа различите могућности добијања различитих дебљина слоја боје на отиску тако да одштампани материјал исказује рељефност и визуелно делује као тродимензионални објекат. Имајући у виду да се могу користити боје сачињене на бази пигмента различитих физичко-хемијских особина, или водорастворне и флуоресцентне боје потребно је да се у оквир машине угради уређај за сушење отиска, најчешће у облику комора.